# 女孩上場
《女孩上場》（英語：Girls Win），2021年台灣偶像劇。由張瑀希、蔡嘉茵、徐瑞蔆、高倩怡、范姜泰基領銜主演。客家電視台於2021年3月22日首播。台灣OTT平台LiTV 線上影視同步上架中。

## 播出時間

### 首播
| 頻道       | 所在地 | 播映日期      | 播出時間                  |
| ---------- | ------ | ------------- | ------------------------- |
| 客家電視台 | 臺灣   | 2021年3月22日 | 週一－週二 22：00－23：00 |

## 演員列表

### 主要演員
| 演員     | 角色                                  | 介紹 |
| 張瑀希   | 羅佩真                                | 楠鄉高中三年級，背號7號，小前鋒。個性堅毅、好強且不服輸，也常被隊友認為固執、得失心太重，判斷事情非黑即白。 也是體育選手，母親在佩真和妹妹育安小時候就過世了，兩人由經營汽車修理工廠的爸爸扶養長大。姊妹都有媽媽協調性極好的血液，國小就加入籃球隊，尤其佩真籃球天分極高，在球隊常擔任箭頭角色，妹妹育安則是後衛，球技就是平均值。 因為國中甲級聯賽冠軍的好成績，兩人一起進入籃球名校陽平商工，但際遇大不相同。佩真以新生之姿選入正式名單，加上拗直的個性，引發學姊排擠，妹妹育安則連帶被拿來比較嘲諷。 隊員之一的高瑜瑛因為嫉妒與不滿，聯手其他人以欺負育安來警告佩真，終於在某次校內對抗賽中，發生了不可挽回的憾事，卻也成為佩真來到楠鄉的契機......                                         |
| 徐瑞蔆   | 王瑄                                  | 楠鄉高中三年級，背號4號，控球後衛兼隊長。 王瑄渴望被身為民意代表也是家長會長的媽媽認同，所以常常武裝自己，帶隊作風積極且有點控制狂。本來以乙級分區冠軍的目標努力，得知學校要打甲級特別開心，希望藉由籃球專長，考取籃球名校為家族增光。 王瑄家是父系大家庭，爸爸曾經擔任地方議員，熱心體育跟教育，因為肝炎過世，讓身為媳婦的王瑄媽備感壓力。眼見同輩的堂兄弟都有優秀表現，媽媽也希望王瑄用籃球專長保送台大等知名學府，卻和王瑄的想法不同，兩人時常處於恐怖平衡。 王瑄知道媽媽是愛自己才會處處情緒勒索，但依然渴望有呼吸空間。對於佩真的到來雖然有點不屑，卻也因為實力差距意識到自己的地位遭到動搖，因而處處刁難佩真，希望她可以知難而退......                                                   |
| 高倩怡   | 范姜惠文、 年輕時的范姜鳳君（第10集） | 被大家暱稱「姜惠」的她，楠鄉高中三年級，背號8號，中鋒。有點酷也有點臭屁，熱愛打抱不平且講義氣，球技不錯，是楠鄉女籃原本的進攻重心。 姜惠是教練范姜的女兒，自小跟隨范姜離開爸爸回到苗栗居住，能理解媽媽對於籃球又愛又恨的心理狀態，跟媽媽私底下相處就像姐妹。 姜惠聽聞過媽媽執教發生的悲劇，所以支持范姜不想打甲級的決定，雖然頗有天份，但從小一直都是打乙級。高一開始除了練球，就積極準備課業還有各類學科競賽，希望順從媽媽的意思，以考取國立大學專業科系為目標。 佩真的加入，讓姜惠終於找到可以在籃球中溝通暢聊的夥伴，除了為了打進八強而一起努力，姜惠私心希望這也許可以治好媽媽的心理創傷⋯⋯                                                                                                 |
| 李蕙蓉   | 曾蕙虹 (大王)                         | 楠鄉高中二年級，背號9號，後衛。個性憨直、一板一眼，有時甚至認真過頭，常常句點大家的話題。 她還有一個綽號是「爺寶」，因為從小被老士官長爺爺一個人拉拔長大，凡事都被照顧得很好，連籃球啟蒙是來自他。爺爺說的一口好NBA經，是個骨灰級的籃球迷，對球員跟戰術都如數家珍。 大王加入籃球隊，就是為了討爺爺歡心。爺爺總是埋怨曾家沒出過半個將才，大王自認不會讀書，也沒什麼專長，雖然說NBA太遠，但學生籃球的最高殿堂說不定還是有機會...... |
| 蔡佳芸   | 蔡喬芸 (阿芸)                         | align=left\|楠鄉高中二年級，背號12號，後衛射手。個性善解人意、溫暖貼心，雖然因為少一根筋跟糊塗常常被隊友調侃，但也怡然自得。 爸媽車禍過世後，阿芸就寄居在姑姑家，也養成比較卑微、努力得人惜的性格。因為球技不太行，又常要在姑姑家的餐廳幫忙而遲到早退，所以上場機會不多，在球隊存在感很低，但阿芸依然把握每次碰到球的時光，只有那個時候可以比較放鬆，在每一次的投籃中跟自己獨處，不用在意別人的眼光。 佩真加入楠鄉後被排擠，阿芸的溫暖拉了她一把，兩人很快成為好朋友。阿芸不太知道甲級是什麼，也沒想過繼續打籃球，只知道如果可以保送國立大學，就有機會獨立，一個人好好過生活。她希望佩真教自己幾招，想要變強，不要成為隊上的拖油瓶，卻在與佩真相處的過程中，發現好像不只是單純的崇拜跟友情了⋯⋯ |
| 林小嬋   | 陳雨青                                | 楠鄉高中二年級，背號14號，大前鋒。自信、活潑，自認是隊上的顏值擔當，被王瑄拉進球隊，覺得可以減肥又不用曬太陽。在隊裡是王瑄的小跟班，也只有王瑄知道雨青談戀愛的小秘密。 雨青為了戀愛很執著，會為喜歡的人努力改變自己。國中開始談戀愛，高中現任男友也是在球場認識，可以說她練球就是為了假日跟男友一起組隊鬥牛膩在一起。 但也因為這樣，一開始雨青根本不想練甲組，因為會壓縮到約會的時間，而且一直跑步感覺小腿會變粗，還有場上碰撞時超黏的。唯一的好處就是有機會跟男友一起讀北部的大學，然後同居，甚至結婚，對此雨青腦袋裡充滿粉紅泡泡的幻想。 支持雨青練甲組的另一個原因，是期待進八強後可以上電視，成爲小巨蛋裡最美的球員，進而跳槽成為一位模特兒。在不長肌肉的前提下，她開始努力練球......      |
| 邱思婷   | 張雅琪 (阿雅)                         | 楠鄉高中一年級，背號5號，控球後衛。個性鬼靈精怪常常蹦出驚人之語，熱愛八卦還有一切療癒的食物，很愛計較、有點小氣。 家裡開冰店的阿雅，從小就對鄰居間的耳語小事、街頭巷尾的阿貓阿狗瞭若指掌，練就看人臉色的本事。加入籃球隊除了喜歡《灌籃高手》，就是為了可以少顧幾次店。也不是討厭，只是覺得自己的未來，好像不只是接下家業的冰店而已。 因為在球隊裡是王瑄的替補，所以對她唯命是從，也常常一起調侃阿芸，做什麼都拉著害羞的星星一起。熱愛加油添醋的她，更把佩真加入球隊、王瑄進而排擠阿芸的事講成了宮鬥劇。 雖然還沒想好去台北要做什麼，但覺得如果有機會打進八強、保送台北的大學，感覺會比待在苗栗的小冰店好玩和好吃......                                                                         |
| 邱愷芯   | 李佳欣 (星星)                         | 楠鄉高中一年級，背號10號，大前鋒、中鋒。靦腆、愛傻笑，個性害羞、隨和，卻常常被當成沒主見、乖乖牌。 星星打籃球都是為了追上哥哥，從小她什麼都要跟哥哥膩在一起，直到哥哥被職籃挑中到台北打球，兩人就比較少連絡。 雖然加入球隊，星星國中時只是打乙組，在場上也沒太大發揮。這讓星星有點沒自信主動提起哥哥是知名球星的事，就連好友阿雅也不知情。 星星練球很認份，渴望變強，卻總是被阿雅拉著去隊長王瑄的小圈圈，也不好意思拒絕。直到佩真加入，才讓星星的目標燃起了曙光，她心想如果真的打進八強甚至小巨蛋，自己就可以跟哥哥站在同一個舞台上，不再只是誰誰誰的妹妹，說不定還能拿下哥哥沒拿過的新人王......                                                                                              |
| 葉芷伶   | 小戴                                  | 楠鄉高中，背號6號。 雖然國中打過籃球，球技有一定水準也不排斥。但小戴並沒有把籃球當作自己的志向，突然被「徵召」成為球隊一員實在有點哭笑不得。 當然同樣身為體育型社團的主力，小戴頗能理解學校的想法，也同情女孩們的處境，而她能做的，就是給一個尷尬又不失禮貌的微笑，及最直接的行動支持...... |
| 陳履歡   | 高瑜瑛                                | 陽平商工三年級，背號4號。 作為三連霸的籃球名校主力球員，瑜瑛有強烈的自我意識與榮譽感，但佩真一進學校就被近乎破格拔擢，讓她備感威脅與不悅。礙於校方及教練對佩真的重視，她只能把氣轉發在同時加入球隊的妹妹育安身上。 其實只是忌妒心作崇，瑜瑛並沒有真正想傷害誰，但出手當下怎能預期會發生什麼狀況，又如何控制得了輕重？也許不論那一方，都在心裡留下了深刻的傷痕...... |
| 尤逸璇   | 劉佳紋                                | 新北女高三年級，背號10號，隊長。 作為籃球名校校隊的隊長，佳紋總是嚴肅且不時流露競爭意識，尤其是從國中起就備受關注的佩真，更是她心目中的頭號比較對象。 去年校隊比賽成績不佳、今年力圖重返八強的壓力，加上即將畢業面臨的生涯選擇，佳紋總是板著臉沒有笑容。即使如願進入東南亞協(FABA)、有機會成為職業球員也仍然如此，畢竟在FABA，為了不被淘汰而斷送球員生涯，每個人都在與別人競爭，也在跟自己競爭..... |
| 石喬伶   | 羅育安                                | 陽平商工一年級，背號20號，後衛。個性開朗明亮，不論面臨怎樣的困境總是笑臉迎人。 與姐姐佩真一起進入籃球名校陽平商工的她，球技卻沒有姐姐出色，再加上佩真的個性與招忌，讓育安總是變成隊友比較嘲諷的出氣筒。只是她不以為苦，因為她最大的夢想，就是有一天能打入甲級四強，讓爸爸享受與姐妹兩人一同走入小巨蛋的榮耀。 只可惜，這個夢想卻因為一次意外而止步...... |
| 蔡嘉茵   | 范姜鳳君                              | 38歲，外表嚴肅但其實是個非常暖心的教練，20幾年前曾經是楠鄉國中的超強球員，受到郝教練鼓勵到台北打球並直升大學。不幸在20歲時膝蓋十字韌帶斷裂，仍硬是加入東南亞協選拔進軍日本，但傷勢過於嚴重，不到一年就回台轉任和光高中教練。 在范姜嚴格的訓練下，和光男籃短短一年便打進聯賽甲級前四強，接著稱霸兩年。就在爭取三連霸時，意外發生球員過度練習猝死及使用止痛藥的事件，讓范姜大受打擊，加上校方的處理態度，讓她決意返鄉，沉寂在楠鄉高中擔任乙級女籃教練，只想帶著女孩們快樂打球⋯⋯ |
| 張翰     | 佩真父親                              | 他喜歡女兒打球的樣子，因為在她們身上，可以找到早逝的妻的影子。兩個孩子都遺傳了妻的運動基因，尤其是佩真更是備受囑目的明日之星，而貼心的女兒們也想著如果能靠著籃球打下一片天，可以為父親、為這個家，帶來榮譽，帶來歡笑，帶來希望。 直到憾事發生。 事情發生後，他的心背負著雙重的痛苦：小女兒的花漾年華就此停駐在那一刻，而交雜著憤怒、傷心、悔恨、歉意的大女兒，也中斷了前途可期的運動生命。但他知道這不會是永遠，總有一天她會拾起籃球，因為她是那樣地愛。他要做的能做的，就是當那一天來臨時，給予最大的支持...... |
| 范姜泰基 | 楠鄉高中主任                          | 因為少子化，私立學校的經營本來就困難，在偏鄉的私校更難。因此他總是想方設法打造學校的特色亮點，希望能吸引更多的學生就讀。 佩真的出現，可說是天上掉下來的一個大好機會，誰會想到一個甲級的籃球好手竟然會轉學到楠鄉？他不禁開始想像，如果楠鄉女籃也能打進甲級，將會帶來多可觀的效益？ 「小巨蛋、小巨蛋、小巨蛋……」女孩們的歡呼聲，其實正反應他心裡的雀躍...... |
| 高英軒   | 阿侯                                  | 阿侯，新北女高，教練。 上個學年度的戰績失利，讓阿侯鬥志高昂，決心帶著新北再重返八強。雖然來到學妹范姜擔任教練的楠鄉做移地訓練，但他實在是沒把這支乙級球隊放在眼裡，甚至對這樣的安排感到不悅。尤其在發生那件事之後，更讓他覺得楠鄉女籃就是一群不值一哂的烏合之眾。 他沒想到的是，這支自己口中的「乙級球隊」，將帶給他極大的震撼...... |
| 吳奕蓉   | 王瑄母親                              | 身兼隊長的母親與家長會長，她應該是最關心球隊的人，找教練，找贊助，找練習對手，不遺餘力。 但她其實在乎的不是球隊，而是希望能藉由楠鄉女籃打出好成績，讓自己的女兒有機會考上一所好大學。甚至，她根本不了解女兒為什麼堅持要打球..... |
| 岡本孝   | FABA教練                              | 簡稱為FABA的東南亞協，是籃球女孩們在結束學生生涯後，仍能馳騁球場的唯一機會，但也是最為嚴苛的考驗。 對FABA的教練而言，評斷女孩的標準無關人脈或情誼，唯一的武器就是球技.，場上的每個隊友都是你的同伴，但也是敵人..... |
| 王道南   | 陳正國                                | 陽平商工，教練。 帶領女籃隊完成三連霸業，正國在高中籃壇可說是風雲人物，但外人不知道的是在風光的背後，付出多少代價。 原本期待羅家姐妹--尤其是佩真的加入，會再創陽平女籃新一波高峰，但卻發生憾事，也看著一顆籃壇的明日之星戛然而止。如今曾經的子弟兵成為場上最強的對手之一，正國心中五味雜陳...... |
| 徐淳耕   | 阿丁                                  | 泰湖高中/楠鄉高中，教練。 臨時接手原教練「缺席」的球隊，本就是吃力不討好的工作，更何況是自己完全沒經驗的高中女籃。在這個不是自己「主場」的楠鄉，阿丁試著把在泰湖男籃的訓練方式移植過來，卻一點也無法發揮效果，跟女孩之間的衝突也愈形激烈...... |

### 客串演員
| 演員   | 角色         | 介紹                     |
| 謝麗金 | 向麗雯       | 陳毅媽媽                 |
| 鄭平君 | 郝教練       | .                        |
| 林志儒 | 楠鄉高中校長 | .                        |
| 賈孝國 | 和光高中校長 | .                        |
| 洪綺陽 | 范姜母       | .                        |
| 吳政迪 | 警察         | .                        |
| 黃采儀 | 阿姚媽       | .                        |
| 吳怡臻 | 阿芸姑姑     | .                        |
| 劉敬   | 陳毅         | 和光高中球員，背號14號   |
| 汪禹丞 | 阿姚         | 和光高中球員，前職籃球員 |
| 葉靜文 | 林宜樺       | 新北女高球員，背號13號   |
| 陳南宏 | 阿雅爸爸     | .                        |
| 范安妮 | 花花         | 楠鄉高中田徑隊，三年級   |
| 陳頎芬 | 宇庭         | 楠鄉高中田徑隊，三年級   |
| 高郁婷 | 姿文         | 楠鄉高中田徑隊，三年級   |

## 獎項紀錄
| 獎項         | 類別                   | 入圍者                         | 結果 |
| ------------ | ---------------------- | ------------------------------ | ---- |
| 第56屆金鐘獎 | 戲劇節目獎             | 《女孩上場》                   | 提名 |
| 第56屆金鐘獎 | 戲劇節目導演獎         | 吳宗叡                         | 提名 |
| 第56屆金鐘獎 | 戲劇節目編劇獎         | 張逸寧、吳岱芸、吳宗叡、陳南宏 | 獲獎 |
| 第56屆金鐘獎 | 戲劇節目女主角獎       | 蔡嘉茵                         | 提名 |
| 第56屆金鐘獎 | 戲劇節目最具潛力新人獎 | 高倩怡                         | 提名 |

## 外部連結
- YouTube上的女孩上場官方影片 （页面存档备份，存于）
- 客家電視台官方網站 （页面存档备份，存于）
- 女孩上場的Facebook專頁

| 臺灣 客家電視台 週一、二 22:00 - 23:00    | 臺灣 客家電視台 週一、二 22:00 - 23:00    | 臺灣 客家電視台 週一、二 22:00 - 23:00 |
| ----------------------------------------- | ----------------------------------------- | -------------------------------------- |
|                                           | 女孩上場 （2021年3月22日－2021年4月27日） |                                        |
| 四分之3 （2019年12月16日－2020年1月21日） | 茶金 （2021年11月15日－2021年12月21）     |                                        |